# Cercle Brugge in het seizoen 2012/13
Hieronder staan de statistieken en wedstrijden van de Belgische voetbalploeg Cercle Brugge in het seizoen 2012-2013.

## Seizoensverloop
Na 12 speeldagen stond Cercle Brugge laatste met 4 punten. Het bestuur besloot na de verloren wedstrijd tegen Standard Luik trainer Bob Peeters te ontslaan. Na twee speeldagen onder interim-coach Lorenzo Staelens werd Foeke Booy aangeworven als nieuwe trainer. Cercle Brugge eindigde na dertig speeldag laatste in de reguliere competitie met 14 punten. In play-off 3 speelde de ploeg tegen Germinal Beerschot. Na de eerste verloren wedstrijd in play-off 3 werd trainer Foeke Booy ontslagen. Het bestuur besloot om assistent trainer Lorenzo Staelens voor de rest van het seizoen tot hoofdtrainer te benoemen. Onder Staelens werd play-off 3 gewonnen waardoor Cercle een eindronde met drie tweedeklassers mocht spelen om uit te maken wie in eerst klasse kon spelen in het volgende seizoen. Cercle won deze eindronde, waardoor het ook in het seizoen 2013-2014 in eerste klasse speelt.

## Spelerskern
| Naam                | Positie | Nationaliteit | Rugnummer | sinds                 | Contract tot              |
| ------------------- | ------- | ------------- | --------- | --------------------- | ------------------------- |
| Mitchell Braafhart  | GK      | Nederland     | 16        | 2012-heden            | 2015                      |
| Jo Coppens          | GK      | België        | 39        | 2008-heden            | 2014                      |
| Bram Verbist        | GK      | België        | 25        | 2007-heden            | 2014                      |
| Frederik Boi        | V       | België        | 12        | 2000-2011, 2013-heden | 2013                      |
| Hans Cornelis       | V       | België        | 8         | 2009-heden            | 2015                      |
| Francis Dickoh      | V       | Denemarken    | 19        | 2013-heden            | 2013                      |
| Bernt Evens         | V       | België        | 4         | 2009-heden            | 2013                      |
| Thomas Goddeeris    | V       | België        | 20        | 2012-heden            |                           |
| Gregory Mertens     | V       | België        | 5         | 2011-heden            | 2015                      |
| Niels Mestdagh      | V       | België        | 37        | jeugdspeler           | 2015                      |
| Anthony Portier     | V       | België        | 3         | 2005-heden            | 2013                      |
| Stef Wils           | V       | België        | 26        | 2012-heden            | 2015                      |
| Stephen Buyl        | M       | België        | 40        | 2013                  | 2013                      |
| William Carvalho    | M       | Portugal      | 21        | 2012-heden            | 2014                      |
| Koenraad Hendrickx  | M       | België        | 2         | 2012-heden            | 2014                      |
| Kevin Janssens      | M       | België        | 18        | 2011-heden            | 2013                      |
| Tim Smolders        | M       | België        | 7         | 2012-heden            | 2014                      |
| Brecht Van der Beke | M       | België        | 27        | jeugdspeler           | 2013                      |
| Lukas Van Eenoo     | M       | België        | 24        | 2008-heden            | 2015                      |
| Karel Van Roose     | M       | België        | 28        | 2010-heden            | 2015                      |
| Arnar Vidarsson     | M       | IJsland       | 6         | 2008-heden            | 2013                      |
| Mushaga Bakenga     | A       | Noorwegen     | 11        | 2012-heden            | gehuurd tot einde seizoen |
| Joaquin Boghossian  | A       | Uruguay       | 15        | 2013-heden            | gehuurd tot einde seizoen |
| Kristof D'haene     | A       | België        | 30        | 2010-heden            | 2015                      |
| Joey Godee          | A       | Nederland     | 22        | 2013-heden            | 2016                      |
| Rudy                | A       | Portugal      | 14        | 2011-heden            | 2014                      |
| Alessio Staelens    | A       | België        | 32        | 2013 -heden           | 2013                      |
| Michael Uchebo      | A       | Nigeria       | 10        | 2012-heden            | 2014                      |

### Uitgeleende spelers
- Jonas Buyse aan Standaard Wetteren
- Kevin Packet aan Standaard Wetteren
- Papa Sene aan KSV Roeselare
- Oleg Iachtchouk aan KVC Westerlo
- Arne Naudts aan KSV Oudenaarde

## Transfers

### Transfers in het tussenseizoen (juni-augustus 2012)
IN:
- Michael Uchebo (VVV-Venlo)
- Stef Wils (KVC Westerlo)
- Tim Smolders (AA Gent)
- Koenraad Hendrickx (AA Gent)
- Mitchell Braafhart (VV Zaamslag)
- Thomas Goddeeris (uit de beloften)
- Mushaga Bakenga (geleend van Club Brugge)

UIT:
- Denis Viane (gestopt)
- Tony Sergeant (gestopt en beloftetrainer bij AA Gent)
- Nicaise Kudimbana (naar KV Oostende)
- Luciano Dompig (naar Akritas Chlorakas)
- Amido Baldé (terug naar Sporting Lissabon)
- Renato Neto (terug naar Sporting Lissabon)
- Honour Gombami (naar Royal Antwerp)
- Igor Vetokele (FC Kopenhagen)

### Oktober 2012
- Eiður Guðjohnsen (vrije speler)[3]

### Transfers in de winterstop (januari 2013)
IN:
- Francis Dickoh (vrije speler)
- Frederik Boi (OH Leuven)
- Joaquin Boghossian (Red Bull Salzburg)
- Joey Godee (AGOVV)

UIT:
- Eiður Guðjohnsen (Club Brugge)

## Technische staf

### Trainersstaf
- Hoofdtrainer: Lorenzo Staelens
- Assistent-trainer: Ronny Desmedt
- Fysiek trainer: Wim Langenbick
- Keepertrainer: Danny Vandevelde

### Sportmanagement
- Sports manager: Patrick Rotsaert

### Scouting
- Hoofdscout: Lorenzo Staelens
- Scouts: Jules Govaert, Dirk Mostaert en David Colpaert

### Medische staf
- Arts: Marc Soenen
- Kine: Albert Van Osselaer en Geert Leys

## Programma

### Oefenwedstrijden
| datum      | thuisploeg         | bezoekers                  | score | doelpunten Cercle                                                                                   | opmerkingen                                    |
| ---------- | ------------------ | -------------------------- | ----- | --------------------------------------------------------------------------------------------------- | ---------------------------------------------- |
| 22/06/2012 | KWS Oudenburg      | Cercle Brugge              | 1-6   | Vetokele (0-1, 0-2), Cornelis (0-3), Uchebo (1-4), Janssens (1-5), Uchebo (1-6)                     |                                                |
| 28/06/2012 | KSK Oostnieuwkerke | Cercle Brugge              | 1-8   | Uchebo(0-1), Smolders (0-2, 0-3), Janssens (0-4), Rudy (0-5, 0-6), Vetokele (0-7), Iachtchouk (0-8) |                                                |
| 29/06/2012 | KM Torhout         | Cercle Brugge              | 1-5   | Van Der Beke (0-1), Janssens (1-2), owngoal (1-3), Van Eenoo (1-4), Uchebo (1-5)                    |                                                |
| 04/07/2012 | Cercle Brugge      | Sporting Lokeren           | 2-2   | Van Eenoo (1-2, 2-2)                                                                                | Deze wedstrijd wordt gespeeld in Eernegem.     |
| 06/07/2012 | Cercle Brugge      | RAEC Mons                  | 2-2   | Naudts (1-1), Portier (2-2)                                                                         | Deze wedstrijd wordt gespeeld in Veldegem.     |
| 11/07/2012 | FC Kopenhagen      | Cercle Brugge              | 2-1   | Vetokele (2-1)                                                                                      |                                                |
| 12/07/2012 | Cercle Brugge      | KSV Roeselare              | 1-0   | Uchebo (1-0)                                                                                        | Deze wedstrijd wordt gespeeld in Lichtervelde. |
| 14/07/2012 | Cercle Brugge      | KVC Westerlo               | 3-1   | Vetokele (1-0), Smolders (2-0), Iachtchouk (3-1)                                                    | Deze wedstrijd wordt gespeeld in Jabbeke.      |
| 19/07/2012 | NAC Breda          | Cercle Brugge              | 4-1   | Uchebo (0-1)                                                                                        |                                                |
| 22/07/2012 | Cercle Brugge      | Gençlerbirligi Spor Kulübü | 1-0   | Portier (1-0)                                                                                       |                                                |

### Competitiewedstrijden

#### Reguliere competitie
| datum      | speeldag | thuisploeg         | bezoekers          | score | doelpunten                                                                       | puntenaantal Cercle | opmerkingen                                                                                           |
| ---------- | -------- | ------------------ | ------------------ | ----- | -------------------------------------------------------------------------------- | ------------------- | --- |
| 29/07/2011 | 1        | Racing Genk        | Cercle Brugge      | 3-3   | Van Eenoo 0-1, Benteke 1-1, Benteke 2-1, Vetokele 2-2, Van Eenoo 2-3, Vossen 3-3 | 1                   | |
| 04/08/2012 | 2        | Cercle Brugge      | KV Kortrijk        | 1-2   | Portier 1-0, Nfor 1-1, Matton 1-2                                                | 1                   | |
| 12/08/2012 | 3        | Cercle Brugge      | RSC Anderlecht     | 0-3   | Mbokani 0-1, 0-2, 0-3                                                            | 1                   | |
| 18/08/2012 | 4        | OH Leuven          | Cercle Brugge      | 3-2   | Iachtouck 0-1 (pen), Ngolok 1-1, Rudy 1-2, Ibou 2-2 (pen), Geraerts 3-2          | 1                   | |
| 25/08/2012 | 5        | Cercle Brugge      | SK Lierse          | 0-3   | Bourabia 0-1, Menga 0-2, Bourabia 0-3                                            | 1                   | |
| 01/09/2012 | 6        | Waasland Beveren   | Cercle Brugge      | 2-0   | Badash 1-0, Ladrière 2-0                                                         | 1                   | |
| 15/09/2012 | 7        | Cercle Brugge      | Sporting Lokeren   | 0-1   | Persoons 0-1                                                                     | 1                   | |
| 22/09/2012 | 8        | Club Brugge        | Cercle Brugge      | 4-0   | Lestienne 1-0, Bacca 2-0, Lestienne 3-0, 4-0                                     | 1                   | |
| 29/09/2012 | 9        | Cercle Brugge      | Sporting Charleroi | 1-0   | Rudy 1-0                                                                         | 4                   | |
| 06/10/2012 | 10       | Zulte Waregem      | Cercle Brugge      | 3-1   | Berrier 1-0, Habibou 2-0, Gudjohnsen 2-1, Berrier 3-1                            | 4                   | |
| 20/10/2012 | 11       | Cercle Brugge      | KV Mechelen        | 1-2   | Iddi 0-1, Gudjohnsen 1-1, Pedersen 1-2                                           | 4                   | |
| 27/10/2012 | 12       | Standard Luik      | Cercle Brugge      | 2-1   | Vanqueur 1-0, Gudjohnsen 1-1, Gonzalez 2-1                                       | 4                   | |
| 31/10/2012 | 13       | Cercle Brugge      | Beerschot AC       | 3-1   | Bakenga 1-0, Mununga 1-1, Gudjohnsen 2-1, Evens 3-1                              | 7                   | |
| 03/11/2012 | 14       | RAEC Mons          | Cercle Brugge      | 3-2   | Bakenga 0-1, Perbet 1-1, Van Imschoot 2-1, Bakenga 2-2,Lepicier 3-2              | 7                   | |
| 10/11/2012 | 15       | Cercle Brugge      | AA Gent            | 2-2   | Mboyo 0-1, 0-2, Rudy 1-2, Bakenga 2-2                                            | 8                   | |
| 17/11/2012 | 16       | Cercle Brugge      | Racing Genk        | 3-1   | Evens 1-0, Portier(own) 1-1, Gudjohnsen 2-1, Uchebo 3-1                          | 11                  | |
| 24/11/2012 | 17       | KV Kortrijk        | Cercle Brugge      | 3-1   | Chavarria 1-0, Bakenga 1-1, Mulemo 2-1, Chavarria 3-1                            | 11                  | |
| 01/12/2012 | 18       | RSC Anderlecht     | Cercle Brugge      | 2-1   | Bakenga 0-1, Biglia(pen) 1-1, Vargas 1-2                                         | 11                  | |
| 08/12/2012 | 19       | Cercle Brugge      | OH Leuven          | 1-1   | Ibou(pen) 0-1, Gudjohnsen(pen) 1-1                                               | 12                  | |
| 15/12/2012 | 20       | SK Lierse          | Cercle Brugge      | 1-1   | Bourabia 0-1, Van Eenoo 1-1                                                      | 13                  | |
| 22/12/2012 | 21       | Cercle Brugge      | Waasland Beveren   | 2-2   | Smolders 1-0, Smolders 2-0, Doumbia 2-1, Lepoint 2-2                             | 14                  | |
| 26/12/2012 | 22       | Sporting Lokeren   | Cercle Brugge      | 3-0   | Maric 1-0, Harbaoui 2-0, De Pauw 3-0                                             | 14                  | |
| 28/02/2013 | 23       | Cercle Brugge      | Club Brugge        | 0-3   | Duarte 0-1, Guðjohnsen 0-2, Odjidja 0-3                                          | 14                  | Oorspronkelijk gepland op 20/01. De match werd afgelast door sneeuwval. Inhaalmatch gespeeld op 28/02 |
| 20/02/2013 | 24       | Sporting Charleroi | Cercle Brugge      | 2-1   | Mertens 0-1, Pollet 1-1, Pollet 2-1                                              | 14                  | Oorspronkelijk gepland op 26/01. De scheidsrechter keurde het veld af. Inhaalmatch gespeeld op 20/02  |
| 02/02/2013 | 25       | Cercle Brugge      | Zulte Waregem      | 1-2   | Uchebo 1-0, Leye 1-1, Delaplace 1-2                                              | 14                  | |
| 09/02/2013 | 26       | KV Mechelen        | Cercle Brugge      | 2-0   | De Witte 1-0, Junker 2-0                                                         | 14                  | |
| 16/02/2013 | 27       | Cercle Brugge      | Standaard Luik     | 0-1   | Ezekiel 0-1                                                                      | 14                  | |
| 23/02/2013 | 28       | AA Gent            | Cercle Brugge      | 2-0   | Soumahoro 1-0, Mboyo 2-0                                                         | 14                  | |
| 09/03/2013 | 29       | Cercle Brugge      | RAEC Mons          | 1-3   | Mertens (own) 0-1, Jarju 0-2, Nong 0-3, Boghossian 1-3                           | 14                  | |
| 16/03/2013 | 30       | Beerschot AC       | Cercle Brugge      | 3-1   | Bodor 1-0, Buyl 1-1, Dayan (pen) 2-1, Dayan 3-1                                  | 14                  | |

#### Play-off 3
| datum      | speeldag | thuisploeg         | bezoekers          | score | doelpunten                           | puntenaantal Cercle | opmerkingen                                                                            |
| ---------- | -------- | ------------------ | ------------------ | ----- | ------------------------------------ | ------------------- | -------------------------------------------------------------------------------------- |
| 30/03/2013 | 1        | Germinal Beerschot | Cercle Brugge      | 1-0   | Raman                                | 0                   |                                                                                        |
| 6/04/2013  | 2        | Cercle Brugge      | Germinal Beerschot | 1-0   | Carvalho                             | 3                   |                                                                                        |
| 13/04/2013 | 3        | Germinal Beerschot | Cercle Brugge      | 1-2   | Mertens 0-1, Lepicier 1-1, Boi 1-2   | 6                   |                                                                                        |
| 20/04/2013 | 4        | Cercle Brugge      | Germinal Beerschot | 2-1   | Carvalho 1-0, Bakenga 2-0, Raman 2-1 | 9                   | Cercle wint als eerst drie matchen en mag de eindronde spelen met drie tweedeklassers. |

### Beker van België
| datum      | ronde            | thuisploeg     | bezoekers     | score | doelpunten                                               | opmerkingen |
| ---------- | ---------------- | -------------- | ------------- | ----- | -------------------------------------------------------- | --- |
| 26/09/2012 | 1/16 finale      | Hoogstraten VV | Cercle Brugge | 1-3   | Uchebo 0-1, Tilburgs 1-1, Van Gansen (own) 1-2, Rudy 1-3 | |
| 28/11/2012 | 1/8 finale       | Club Brugge    | Cercle Brugge | 0-1   | Gudjohnsen 0-1                                           | |
| 12/12/2012 | 1/4 finale heen  | Cercle Brugge  | KV Oostende   | 2-1   | Bakenga 1-0, Mertens 2-0, Deschutter 2-1                 | |
| 16/01/2013 | 1/4 finale terug | KV Oostende    | Cercle Brugge | 1-2   | Van Eenoo 0-1, Schmisser 1-1, Mertens (pen) 1-2          | |
| 03/03/2013 | 1/2 finale heen  | KV Kortrijk    | Cercle Brugge | 1-2   | Chavarria 1-0, D'Haene 1-1, Bakenga 1-2                  | Match was oorspronkelijk gepland op 29-01, door hevige regenval werd deze verplaatst naar 30-01, maar ook op deze datum werd de match afgelast. Uiteindelijk werd de match op 03-03 gespeeld. |
| 27/03/2013 | 1/2 finale terug | Cercle Brugge  | KV Kortrijk   | 2-2   | Pavlovic 0-1, N'for 0-2, Uchebo 1-2, Uchebo 2-2          | Cercle Brugge won na verlengingen de halve finale. |
| 09/05/2013 | finale           | Cercle Brugge  | Racing Genk   | 0-2   | Kumordzi 0-1, Vossen 0-2                                 | De wedstrijd wordt in het Koning Boudewijnstadion gespeeld. |

### Eindronde
| datum      | speeldag | thuisploeg              | bezoekers               | score | doelpunten                                                                      | opmerkingen                                                                                       |
| ---------- | -------- | ----------------------- | ----------------------- | ----- | ------------------------------------------------------------------------------- | ------------------------------------------------------------------------------------------------- |
| 05/05/2013 | 1        | Royal Mouscron-Péruwelz | Cercle Brugge           | 0-3   | Smolders 0-1, 0-2, Bakenga 0-3                                                  |                                                                                                   |
| 12/05/2013 | 2        | Cercle Brugge           | KVC Westerlo            | 1-0   | Schuermans (own) 1-0                                                            |                                                                                                   |
| 16/05/2013 | 3        | Cercle Brugge           | White Star Woluwe FC    | 4-0   | Mertens 1-0, 2-0, Bakenga 3-0, Mertens 4-0                                      |                                                                                                   |
| 19/05/2013 | 4        | White Star Woluwe FC    | Cercle Brugge           | 1-4   | Bakenga 0-1, Smolders 0-2, Yagan 1-2, Boi 1-3, Bakenga 1-4                      |                                                                                                   |
| 23/05/2013 | 5        | Cercle Brugge           | Royal Mouscron-Péruwelz | 1-2   | Badrl 0-1, Smolders (pen) 1-1, Ruiz 1-2                                         | Cercle Brugge wint ondanks een 1-2 nederlaag de eindronde met 2de klasse en blijft in 1ste klasse |
| 26/05/2013 | 6        | KVC Westerlo            | Cercle Brugge           | 5-0   | Wilmet 1-0, Van Belle 2-0, Deelkens (pen) 3-0, Deelkens (pen) 4-0, Laureyns 5-0 |                                                                                                   |